# Orientochile
Genre
Synonymes
- Cryptochile

Orientochile est un genre de coléoptères de la famille des Tenebrionidae, de la sous-famille des Pimeliinae, de la tribu des Cryptochilini et de la sous-tribu des Cryptochilina. Ces espèces se rencontrent dans l'Est de l'Afrique, du Mozambique jusqu'au Kenya.

## Publication originale
- M-L. Penrith et S. Endrödy-Younga, « Revision of the subtribe Cryptochilina (Coleoptera: Tenebrionidae: Cryptochilini) », Transvaal Museum Monograph, vol. 9, no 1,‎ 1994, p. 1-144 (ISSN 0255-0172, OCLC 923709381, lire en ligne).